# Emanuel Silva-Tarouca
Emanuel Teles da Silva, hrabě Silva-Tarouca (německy Emanuel Teles da Silva, Graf von Silva-Tarouca; 17. září 1691 Lisabon – 8. března 1771 Vídeň) byl dvorním architektem ve Vídni a konzultantem Marie Terezie.

## Život
Emanuel Teles da Silva de Menezes e Castro byl synem portugalského velvyslance João Gomese da Silva (1671–1738) a D. Joany Rosa de Menezes, hraběnky Tarouca (1670–1734) na dvoře Karla VI. ve Vídni. Jeho otec převzal v roce 1735 ve Vídni hraběcí titul Silva-Tarouca, jež byl následně přenesen na jeho potomky.
Bojoval v letech 1716–1717 v císařské armádě pod velením Evžena Savojského proti Turkům a v roce 1720 přišel na vídeňský dvůr. Získal důvěru císaře Karla VI., který jej pověřil vzděláváním své dcery Marie Terezie v národních politických záležitostech. V roce 1740 se Emanuel Teles oženil s Johannou Amalii von Schleswig-Holstein-Sondenburg-Beck (4. 12. 1718 – 30. 10. 1774) a měli spolu dvě děti, Marii Terezii Josefu Johannu Teles de Silva-Tarouca (* 1741) a Františka Štěpána, hraběte Silva-Tarouca (1750–1797).
Od roku 1740 byl předsedou Holandské rady, 1744–1749 zastával funkci dvorního stavebního rady. Od roku 1740 se stal dvorním důvěrníkem Marie Terezie, každý den absolvoval audienci u císařovny. Podrobnější dokumentace však schází. Na počátku panování Marie Terezie pro ni vypracoval podrobný harmonogram, aby se mladá panovnice nevěnovala příliš zábavě, ale panovnickým záležitostem. Je pravděpodobné, že se podílel na řadě reforem vycházejících z císařského dvora. Za okolností, které nelze zcela objasnit, dovedl k proslulosti panování Marie Terezie, při zachování své pozice, jež nebyla nikdy oficiálně vymezena. Proto možná nejpřesnější označení jeho funkce je císařský tajný rada.
Kníže Johann Joseph Khevenhüller-Metsch, hlavní správce císařského dvora, o něm napsal, že byl L'ami de l'Imperatrice (přítelem císařovny), ačkoli vždy diskrétně mlčel o svém blízkém vztahu k panovnici. Emanuel hrabě Silva-Tarouca si nevedl deník o svých rozhovorech, ani si nepsal paměti. Významným zdrojem o něm, jsou jeho dopisy zachované v různých archivech.
Ve Vídni vlastnil Palác arcivévody Albrechta, na jehož místě je dnešní Albertina. Palác byl přestavěn v letech 1742 až 1745 Albertem Kazimírem Sasko-Těšínským. Stál na ulici Penzinger Straße, kde postavil v roce 1745 i Palác Cumberland, jež byl také v jeho majetku. V roce 1768 získal panství Čechy pod Kosířem na Moravě a založil zde rodinný fideikomis.